# قائمة ملوك نافارا

شعار ملوك نافارا منذ 1212

هذه قائمة تحتوي على ملوك أو ملكات نافارا منذ عام 824 حتى تقسيمها بين ممالك إسبانيا في بدايات القرن السادس عشر حيث عرفت بـنافارا العليا، وأصبحت نافارا السفلى مستقلة حتى ضمها مع فرنسا في 1620.

## أسرة إنيغيث، 824–905
أسست سلالة إنيغيث مملكة نافارا (بنبلونة) في 824 عندما تمردوا ضد الفرنجة (سلطة الكارولنجية).
| الاسم                         | الصورة       | الميلاد                 | الزوجة        | الوفاة           |
| ----------------------------- | ------------ | ----------------------- | ------------- | ---------------- |
| إنيكو أريستا 824؟–852/1       | Íñigo Arista |                         | 4 أبناء       | 852/1            |
| غارسيا إنيغيز الأول 852/1–882 |              | ابن إنيكو أريستا        | 5 أبناء       | 882              |
| فرتون غارسيز 882–905          |              | ابن غارسيا إنيغيز الأول | أوريا 5 أبناء | 922 (خلغ في 905) |

## أسرةخيمينيث، 905–1234
في عام 905 تحالفت الممالك المجاورة على أجبار فرتون على التقاعد في الدير، وتنصيب مكانه فرد من آل خيمينيث، وتحت حكمهم بدأ اسم نافارا يسيطر شيئاً فشيئاً.
| الاسم                              | الصورة                         | الميلاد                                              | الزوجة                                                            | الوفاة                   |
| ---------------------------------- | ------------------------------ | ---------------------------------------------------- | ----------------------------------------------------------------- | ------------------------ |
| سانشو غارسيز الأول 905–925         |                                | ابن غارسيا خيمينيز وداديلديس دي بليارش               | تودا من نافارا 6 أبناء                                            | 11 ديسمبر 925 ريزا       |
| خيمينو غارسيز 925–931              |                                | ابن غارسيا خيمينيز وداديلديس دي بليارش               | سانشا من نافارا 3 أبناء                                           | 29 مايو 931              |
| غارسيا سانشيز الأول 931–970        |                                | 919 ابن سانشو غارسيث الأول وتودا من نافارا           | أندريغوتو غالينديث من أراغون ابنان تيريزا راميريث من ليون 3 أبناء | 22 فبراير 970 العمر 51   |
| سانشو غارسيز الثاني 970–994        | Sancho II Garcés Abarca        | بعد 935 ابن غارسيا سانشيث الأول وأندريغوتو           | أوراكا فرنانديث 4 أبناء                                           | ديسمبر 994               |
| غارسير سانشيز الثاني 994–1000/1004 | García Sánchez II de Pamplona  | ابن سانشو غارسيز الثاني وأوراكا فرنانديث             | خيمينا فرنانديث دي ثيا 981 4 أبناء                                | 1000/1004                |
| سانشو الثالث العظيم 1004–1035      | Sancho III the Great           | 985 ابن غارسير سانشيز الثاني وخيمينا فرنانديث دي ثيا | مايور من قشتالة 1010 4 أبناء                                      | 18 أكتوبر 1035           |
| غارسيا سانشيز الثالث 1035–1054     | Garcia III Sanches de Pamplona | 1016 ابن سانشو الثالث العظيم ومايور من قشتالة        | إستيفانيا من برشلونة 1038 9 أبناء                                 | 15 سبتمبر 1054 أتابويرثا |
| سانشو الرابع 1054–1076             | Sancho IV de Navarra           | 1039 ابن غارسيا سانشيز الثالث وإستيفانيا من برشلونة  | بلاسينسيا 1068 3 أبناء                                            | 4 يونيو 1076 بنيالين     |

ومع اغتيال سانشو الرابع، قسمت نافارا بين أبناء عمومته ألفونسو السادس ملك قشتالة وسانشو راميريز من أراغون، ومع ذلك كانت أكثر من نصف الأراضي تحت سيطرة أراغون؛ لمدة أكثر من نصف قرن.
| الاسم                           | الصورة | الميلاد                                              | الزوجة                                                             | الوفاة                                   |
| ------------------------------- | ------ | ---------------------------------------------------- | ------------------------------------------------------------------ | ---------------------------------------- |
| سانشو راميريث الخامس 1076–1094  | Aragon | 1042 ابن راميرو الأول ملك أراغون وإرميسيندا من بيجور | إيزابيلا من أورغل 1065 ابن فيليسي دي روسي 1076 3 أبناء             | 4 يونيو 1094 وشقة العمر حوالي. 52        |
| بيتري 1094–1104                 | Aragon | 1068 أبن سانشو راميريث وإيزابيلا من أورغل            | أغينيس من آكيتياين 1086 ابنان بيرتا من أراغون 1097 ليس لديهم أبناء | 28 سبتمبر 1104 أران فالي العمر حوالي. 36 |
| ألفونسو الأول المحارب 1104–1134 | Aragon | 1073 ابن سانشو راميريث وفيليسي دي روسي               | أوراكا ملكة قشتالة 1109 ليس لديهم أبناء                            | 8 سبتمبر 1134 وشقة العمر حوالي 61        |

مع وفاة ألفونسو المحارب دون وريث ذهب العرش النافاري إلى أقرب شخص وهو من النسل غير الشرعي للملك غارسيا الثالث.
| الاسم                           | الصورة                      | الميلاد                                           | الزوجة                                                                            | الوفاة                |
| ------------------------------- | --------------------------- | ------------------------------------------------- | --------------------------------------------------------------------------------- | --------------------- |
| غارسيا راميريث الرابع 1134–1150 | García Ramírez the Restorer | ابن راميرو سانشيز كونت مونثون وكريسيتينا رودريغيث | مارغريت دي إيغل 1130 4 أبناء أوراكا من قشتالة 24 يونيو 1144 ابنان                 | 21 نوفمبر 1150 لوركا  |
| سانشو السادس الحكيم 1150–1194   |                             | 1133 ابن غارسيا الرابع ومارغريت دي إيغل           | سانشا من قشتالة 1157 6 أبناء                                                      | 27 يونيو 1194 بنبلونة |
| سانشو السابع القوي 1194–1234    | García Ramírez the Restorer | 1157 تطيلة ابن سانشو السادس وسانشا من قشتالة      | كونستانس من تولوز 1195 ليس لديهم أبناء كليمنس (من هوهنشافن؟) بعد. 1201 ابناً واحداً | 7 أبريل 1234 تطيلة    |

## أسرةشامبانيا، 1234–1284
ومع وفاة سانشو السابع هو أخر ملوك خيمينيث دون وريث، ذهب العرش إلى ابن شقيقته بلانش كونتيسة شامبانيا.
| الاسم                         | الصورة             | الميلاد                                                              | الزوج (ة)                                                                                        | الوفاة                            |
| ----------------------------- | ------------------ | -------------------------------------------------------------------- | ------------------------------------------------------------------------------------------------ | --------------------------------- |
| تيبالت الأول 1234–1253        | House of Champagne | 30 مايو 1201 تروا ابن ثيوبالد الثالث، كونت شامبانيا وبلانش من نافارا | جيرتود دي داغسبورغ 1220 ليس لديهم أبناء أغينيس دي بيوجيو 1222 ابن مارغريت دي بوربون 1232 6 أبناء | 8 يوليو 1253 بنبلونة العمر 52     |
| تيبالت الثاني الشاب 1253–1270 | House of Champagne | 1238 ابن تيبالت الأول ومارغريت دي بوربون                             | إيزابيلا من فرنسا 6 أبريل 1255 ليس لديهم أبناء                                                   | 4 ديسمبر 1270 تراباني العمر 32    |
| هنريكي الأول 1270–1274        | House of Champagne | 1244 ابن تيبالت الأول ومارغريت دي بوربون                             | بلانكا دي أرتوا 1269 ابنان                                                                       | 22 يوليو 1274 العمر 30            |
| خوانا الأولى 1274–1305        | Joan               | 14 يناير 1271 سار-سور-سين ابنة هنريكي الأول وبلانش دي أرتوا          | فيليب الرابع ملك فرنسا 16 أغسطس 1284 7 أبناء                                                     | 4 أبريل 1305 قلعة فينسين العمر 34 |

## سلالة الكابيتيون، 1284–1441

### آل كابيه، 1284–1349
تركت وفاة إنريكه غير المتوقعة ابنته خوانا الرضيعة باعتبارها الوريثة الوحيدة للعرش، وبذلك أصبحت والدتها الوصية على مدى السنوات العشرة المقبلة، وفي عام 1284 أصبحت خوانا متزوجة من ولي العهد فيليب من فرنسا، بذلك انتهت وصاية والدتها، وبعد عام واحد تولى فيليب العرش الفرنسي؛ وبذلك صار ملكا على كل من فرنسا ونافارا.
| الاسم                                                 | الصورة         | الميلاد                                                                   | الزوج (ة)                                                                                | الوفاة                                |
| ----------------------------------------------------- | -------------- | ------------------------------------------------------------------------- | ---------------------------------------------------------------------------------------- | ------------------------------------- |
| فيليبي الأول الحديدي فيليب الرابع ملك فرنسا 1284–1305 | House of Capet | 1268 فونتينبلو ابن فيليب الثالث ملك فرنسا وإيزابيلا من أراغون             | خوانا الأولى ملكة نافارا 16 أغسطس 1284 7 أبناء                                           | 29 نوفمبر 1314 فونتينبلو العمر 46     |
| لويس الأول العنيد لويس العاشر ملك فرنسا 1305–1316     | House of Capet | 4 أكتوبر 1289 باريس ابن فيليب الرابع والأول وخوانا الأولى                 | مارغريت من بورغندي 21 سبتمبر 1305 ابنة واحدة كليمنتينا من المجر 19 أغسطس 1315 ابناً واحداً | 5 يونيو 1316 فانسان العمر 26          |
| خوان الأول اليتيم من فرنسا 1316                       | House of Capet | 15 نوفمبر 1316 باريس ابن لويس العاشر والأول وكليمنتينا من المجر           | غير متزوج                                                                                | 20 نوفمبر 1316 باريس 5 أيام           |
| فيليبي الثاني الطويل فيليب الخامس ملك فرنسا 1316–1322 | House of Capet | 1292 ليون ابن فيليب الرابع والأول وخوانا الأولى                           | جوان الثانية، كونتيسة بورغندي 1307 7 أبناء                                               | 3 يناير 1322 ونغشامب العمر 29         |
| كارلوس الأول شارل الرابع ملك فرنسا 1322–1328          | House of Capet | 19 يونيو 1294 كليرمون سور ابن فيليبي الرابع والأول وخوانا الأولى          | بلانش من بورغندي 1307 ابنان ماري من لوكسمبورغ 1322 4 أبناء                               | 1 فبراير 1328 فانسان العمر 34         |
| خوانا الثانية 1328–1349                               | House of Capet | 28 يناير 1312 شرانتون لي بونت ابنة لويس العاشر والأول ومارغريت من بورغندي | فيليبي الثالث ملك نافارا 8 أبناء                                                         | 6 أكتوبر 1349 شرانتون لو بون العمر 37 |

### أسرة إفرو، 1328–1441
بعد وفاة لويس وابنه الرضيع خوان أصبح أخوته فيليب وكارلوس ملوك فرنسا ونافارا حتى وفاتهما، وبعد ذلك الوقت نقل التاج الفرنسي إلى فيليب من فالوا، وهو ابن عمهم ولا ينحدر من نسل خوانا الأولى، مما سُمح بمرور التاج النافاري إلى ابنة لويس الكبرى خوانا الثانية، والملكة خوانا أصبحت ملكة بجانب زوجها فيليبي الثالث حتى وفاته، وظلت ملكة بعد ذلك لوحدها حتى وفاتها.
| الاسم                          | الصورة          | الميلاد                                              | الزوج (ة)                                                                                    | الوفاة                                            |
| ------------------------------ | --------------- | ---------------------------------------------------- | -------------------------------------------------------------------------------------------- | ------------------------------------------------- |
| فيليبي الثالث الحكيم 1328–1343 | House of Évreux | 27 مارس 1306 ابن لويس، كونت إفرو ومارغريت من أرتوا   | خوانا الثانية ملكة نافارا 8 أبناء                                                            | 16 سبتمبر 1343 شريش العمر 37                      |
| كارلوس الثاني السيء 1349–1387  | House of Évreux | 10 أكتوبر 1332 إفرو ابن فيليبي الثالث وخوانا الثانية | جوان من فرنسا 7 أبناء                                                                        | 1 يناير 1387 بنبلونة العمر 54                     |
| كارلوس الثالث النبيل 1387–1425 | House of Évreux | 22 يوليو 1361 نانتي ابن كارلوس الثاني وجوان من فالوا | ليونور من قشتالة 1375 8 أبناء                                                                | 8 سبتمبر 1425 أوليتي العمر 64                     |
| زوريا الأولى 1425–1441         |                 | 1387 قشتالة ابنة كارلوس الثالث وليونور من قشتالة     | مارتينو الأول ملك صقلية 26 ديسمبر 1402 طفل واحد خوان الثاني ملك نافارا 10 يونيو 1420 4 أبناء | 3 أبريل 1441 سانتا ماريا لا ريال دي نيفا العمر 56 |

## أسرةتراستامارا، 1425–1479
زوريا الأولى كانت ملكة بجانب زوجها خوان الثاني، وبعد وفاتها في عام 1441، خوان بقي ملكاً على نافارا لوحده حتى وفاته بعد 38 عاماً، وبذلك منع ابنه وابنته من حقهما القانوني، التي أدت في النهاية المطاف إلى الحرب الأهلية النافارية، وفي 1458 خوان الثاني أصبح ملك أراغون بعد وفاة شقيقه الأكبر دون وريث.
| الاسم                                                                | الصورة           | الميلاد                                                                            | الزوج (ة)                                                             | الوفاة                          |
| -------------------------------------------------------------------- | ---------------- | ---------------------------------------------------------------------------------- | --------------------------------------------------------------------- | ------------------------------- |
| خوان الثاني العظيم 1425–1441 ( بحكم القانون) 1425–1479 ( في الواقع ) | John II          | 29 يونيو 1397 مدينا ديل كامبو ابن فرناندو الأول ملك أراغون وإليانور من ألبوركويركي | زوريا الأولى ملكة نافارا 6 نوفمبر 1419 4 أبناء خوانا إنريكس ابن وابنة | 20 يناير 1479 برشلونة العمر 81  |
| كارلوس الرابع 1441–1461 (بحكم القانون)                               | Charles of Viana | 29 مايو 1421 بينيافيل ابن خوان الثاني وزوريا الأولى                                | أغينس من كليفز ليس لديهم أبناء                                        | 23 سبتمبر 1461 برشلونة العمر 40 |
| زوريا الثانية 1461–1464 (بحكم القانون)                               |                  | 1424 أوليتي ابنة خوان الثاني وزوريا الأولى                                         | إنريكي الرابع ملك قشتالة ليس لديهم أبناء                              | 2 ديسمبر 1464 أوتيز العمر 40    |
| ليونور 1464–1479 (في الواقع) 1479 (بحكم القانون)                     | Eleanor          | 2 فبراير 1425 أوليتي ابنة خوان الثاني وزوريا الأولى                                | غاستون الرابع، كونت فوا 11 ابناً                                       | 12 فبراير 1479 تطيلة العمر 54   |

## أسرةفوا، 1479–1517
ليونور كانت متحالفة مع والدها ضد شقيقها وشقيقتها، هي عاشت أكثر من والدها بنحو ثلاثة أسابيع فقط، وبحلول ذلك الوقت كانت أرملة غاستون الرابع، كونت فوا وأيضا ابنهما البكر غاستون من فوا، أمير فيانا لقى حتفه أيضا، وبهكذا خلفها حفيدها فرانتسيسكو وحفيدتها كاتالينا من بعده.
| الاسم                      | الصورة                     | الميلاد                                                   | الزوج (ة)                     | الوفاة                                 |
| -------------------------- | -------------------------- | --------------------------------------------------------- | ----------------------------- | -------------------------------------- |
| فرانتسيسكو فويبس 1479–1483 |                            | 12 أبريل 1467 ابن غاستون، أمير فيانا، وماغدالينا من فالوا | غير متزوج                     | 12 فبراير 1483 باو العمر 16            |
| كاتالينا 1483–1517         | ملف:CatherineofNavarre.jpg | 1468 ابنة غاستون، أمير فيانا، وماغدالينا من فالوا         | خوان الثالث ملك نافارا 13 ابن | 12 فبراير 1517 مونت دي مارسان العمر 49 |

## أسرةألبرت، 1484–1572
الملكة كاتالينا حكمت مع زوجها خوان الثالث حتى وفاته وهكذا أصبحت لوحدها كملكة لمدة 8 أشهر حتى وفاتها، خلال عهدهما نافارا فقدت أغلب أراضيها من قبل فرناندو الثاني ملك أراغون في عام 1512، بحيث خسرت كل أراضيها في الجنوب من جبال البرانس بما في ذلك العاصمة الملكية التقليدية بنبلونة، فرناندو هو ابن الملك خوان الثاني من زوجته الثانية، وبالتالي هو الأخ غير الشقيق لجدتها ليونور الذي توج نفسه كـ ملك نافارا العليا إن هذا اللقب لاحقا سوف يصبح ضمن الألقاب ملوك إسبانيا وتُرك لـ كاتالينا وخوان الثالث لهما نافارا السفلى، وهو جزء صغير من الأراضي السابقة في المملكة التي تقع على الجانب الشمالي من جبال البرانس، والتي أتحدت مع غيرها من الأراضي مع فرنسا التي سيطرت عليها لاحقاً.
.
| الاسم                   | الصورة         | الميلاد                                                                | الزوج (ة)                                 | الوفاة                        |
| ----------------------- | -------------- | ---------------------------------------------------------------------- | ----------------------------------------- | ----------------------------- |
| خوان الثالث 1484–1516   | Navarre-Albret | 1469 ابن الأين الأول من ألبرت و فرانسواز من شاتيون-ليموج               | كاثرين من نافارا 13 ابناً                  | 14 يونيو 1516 باو العمر 47    |
| هنريكي الثاني 1517–1555 | Navarre-Albret | 18 أبريل 1503 سانغويسا ابن خوان الثالث وكاثرين من نافارا               | مارغريت دي أنغولم 1526 ابنان              | 25 مايو 1555 هاجتماو العمر 52 |
| خوانا الثالثة 1555–1572 | Joan III       | 16 نوفمبر 1528 سانت-جيرمان-أونلي ابنة هنريكي الثاني ومارغريت من أنغولم | أنطونيو ملك نافارا 20 أكتوبر 1548 5 أبناء | 9 يونيو 1572 باريس العمر 43   |

## سلالة الكابيتيون، 1572–1620

### آل بوربون، 1572–1620
الملكة خوانا الثالث أصبحت الملكة بجانب زوجها أنطوان حتى وفاته، ثم بعد ذلك صارت الملكة لوحدها حتى وفاتها وأصبح ابنهما هنري ملك فرنسا في عام 1589، بحيث استولى على مملكة فرنسا في عام 1593 مُنهياً فيما عُرف تاريخياً بـ حروب فرنسا الدينية بعد ذلك نقل التاج النافاري إلى ملوك فرنسا، وفي عام 1620 دمجت المملكة في فرنسا، ومع ذلك واصل ملوك فرنسا في استخدام لقب ملك نافارا حتى عام 1791، وأيضا تم إحياؤها بين عامي 1814-1830 خلال الرجوع للملكية مرة أخرى.
| الاسم                                           | الصورة         | الميلاد                                                                  | الزوجة                                                                                        | الوفاة                                  |
| ----------------------------------------------- | -------------- | ------------------------------------------------------------------------ | --------------------------------------------------------------------------------------------- | --------------------------------------- |
| أنطونيو 1555–1562                               | King Anthony   | 22 ابريل 1518 لا فيري، بيكاردي ابن شارل دوق فاندوم، وفرانسواز من ألونسون | خوانا الثالثة ملكة نافارا 20 أكتوبر 1548 5 أبناء                                              | 17 نوفمبر 1562 لاس أنديلي، أور العمر 44 |
| هنريكي الثالث هنري الرابع ملك فرنسا 1572–1610   | Navarre-Albret | 13 ديسمبر 1553 باو ابن أنطونيو الأول وخوانا الثالثة                      | (1) مارغريت من فالوا 18 أغسطس 1572 ليس لديهم أبناء (2) ماريا دي ميديشي 17 ديسمبر 1600 6 أبناء | 14 مايو 1610 باريس العمر 57             |
| لويس الثاني لويس الثالث عشر ملك فرنسا 1610–1620 | Louis II       | 27 سبتمبر 1601 قصر فونتينبلو ابن هنري الثالث والرابع وماريا دي ميديشي    | آن من النمسا 24 نوفمبر 1615 6 أبناء                                                           | 14 مايو 1643 باريس العمر 41             |

## مدعون بحق العرش حالياً
- لويس ألفونسو، دوق أنجو: هو المناصر للسلطة التشريعية الحالي، مطالب بـ ممالك فرنسا ونافارا، يستند في ادعائه على توحيد الممالك مع بعضها منذ عهد لويس الثالث عشر، ومع استعباد خلافة الإناث لاحقاً.
- جان كونت باريس هو مطالب أورلياني لـ ممالك فرنسا ونافارا منذ 2019، يستند في ادعائه على توحيد الممالك مع بعضها منذ عهد لويس الثالث عشر، ومع استعباد خلافة الإناث لاحقاً.
- فيليبي السادس ملك إسبانيا يستخدم لقب ملك نافارا كجزء من ألقابه الطويلة، ورث هذا اللقب من ملوك إسبانيا في وقت سابق (قشتالة وأراغون)، استناداً على الاستيلاء غالبية مملكة نافارا القديمة جنوب جبال البرانس من قبل الملك فرناندو الثاني الأراغوني.
- الأمير سيكستوس من بوربون-بارما يدعى لقب ملك نافارا كجزء من الألقاب الملكية الإسبانية استناداً على الاستيلاء غالبية مملكة من قبل فرناندو الثاني ملك أراغون، بحيث يعتبر نفسه مدعي كارلي.
- الأمير بيدرو دوق كالابريا يعتبر الوريث الحالي لمملكة نافارا بعد وفاة جدته إليسيا البارماوية في 2017، بما أن مملكة نافارا تسمح بالميراث الإناث على عكس فرنسا التي يطبق فيها القانون السالي.